# Каланхое Блоссфельда
Каланхо́е Бло́ссфельда (лат. Kalanchoe blossfeldiana) — многолетнее травянистое суккулентное цветковое растение; вид рода Каланхое (Kalanchoe) семейства Толстянковые (Crassulaceae). В диком виде встречается в горах Царантанана (малаг. Tsarantanana) на Мадагаскаре. Популярное красивоцветущее комнатное растение.

## Название
Вид был описан в 1934 году немецким ботаником и коллекционером суккулентов Карлом фон Пёлльницем (1896—1945) в статье Kalanchoe Blossfeldiana в выходившем в Берлине журнале Repertorium Specierum Novarum Regni Vegetabilis (том 35: 159—160). Вид назван в честь немецкого селекционера Роберта Блоссфельда (1882—1945).
В синонимику вида входит название Kalanchoe globulifera var. coccinea H. Perrier (1928).

## Биологическое описание

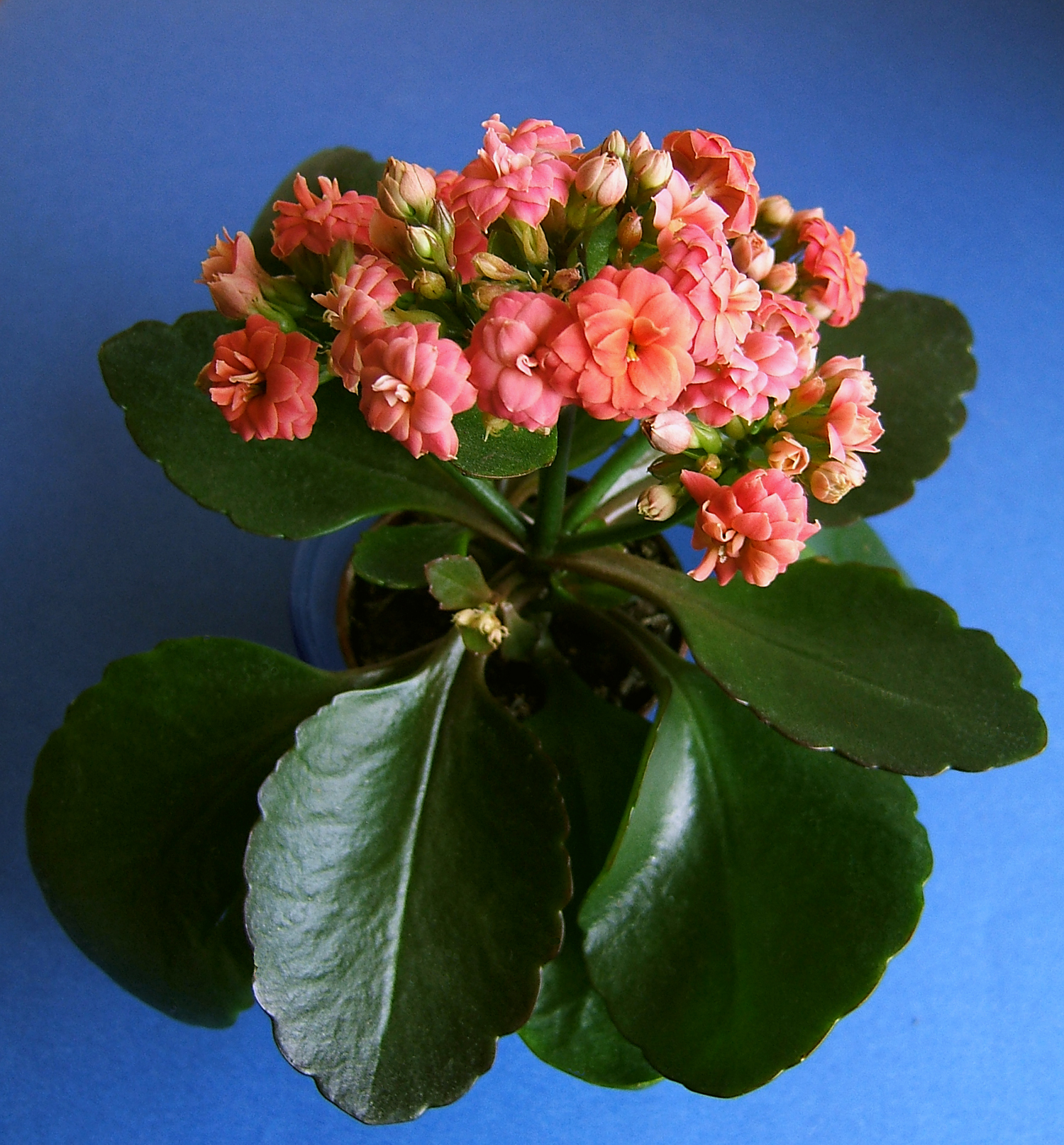
Каланхое Блоссфельда, цветущее растение

Растение с голыми многочисленными слабоветвящимися стеблями; в высоту и в поперечнике может вырасти до 30 см. Листья округлые, яйцевидные, иногда почти прямоугольные, по краю городчатые, зелёные или тёмно-зелёные, иногда с красной каймой по краю.
Цветки до 1 см в диаметре, собраны в верхушечные соцветия-кисти. Природная окраска венчика — тёмно-красная, у культиваров венчик может быть розовым, жёлтым или оранжевым. Время цветения — с начала зимы до начала лета.

## Культивирование

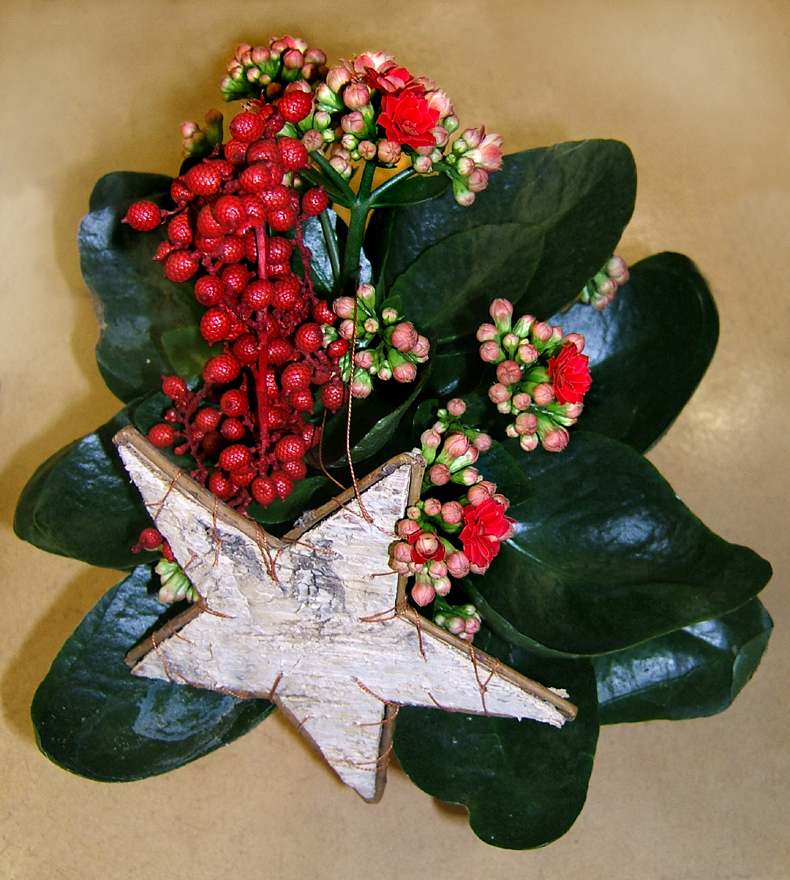
Рождественская флористическая композиция на основе цветущего каланхое Блоссфельда с использованием сухоцветов и берестяной звезды

Каланхое Блоссфельда — популярное комнатное растение, которое ценится за свою способность цвести длительное время, будучи при этом достаточно неприхотливым растением.
Агротехника
Этот вид лучше всего растёт в условиях полутени, в хорошо дренированной почве. В холодное время года полив должен быть умеренным. Размножение — стеблевыми или листовыми черенками, а также семенами. Растение чувствительно к холоду. Зоны морозостойкости — от 10 до 12.